# Neptun (Astrologie)

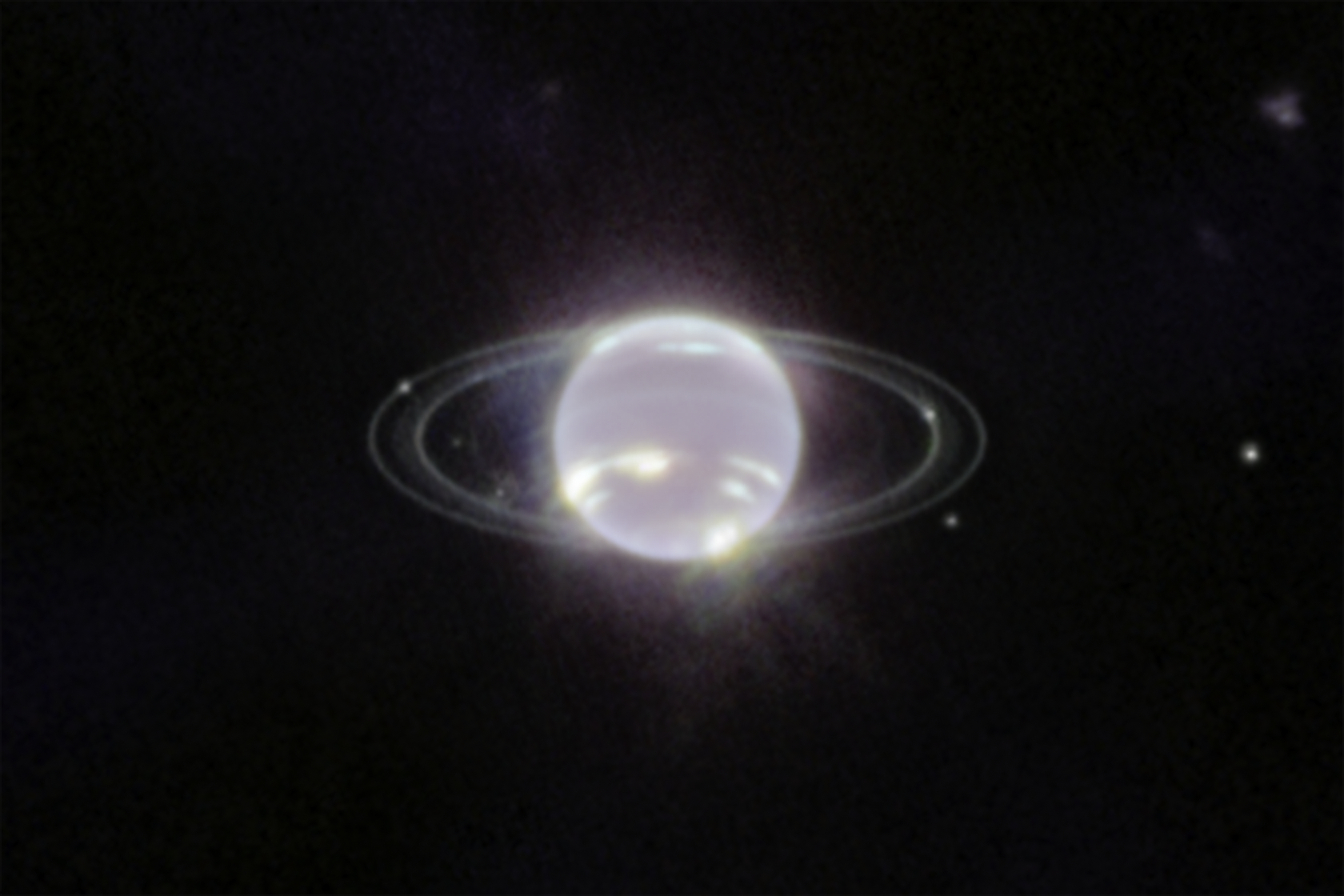
Neptun mit Ringen im nahen Infrarot (Aufnahme des James-Webb-Teleskops, 2022)

Neptun ist im geozentrischen Weltbild der westlichen Astrologie einer der modernen Planeten.
Der Planet Neptun ist mit einer maximalen scheinbaren Helligkeit von +7,67 mag für das bloße Auge nicht sichtbar, kann jedoch bereits mit einem Feldstecher oder kleinem Teleskop als sternähnliches Objekt beobachtet werden. Tatsächlich hat schon Galilei 1612 und 1613 den Neptun gesehen, hielt ihn jedoch damals für einen Fixstern.
Als sich bewegender Planet und Teil des Sonnensystems entdeckt wurde Neptun 1846 von Johann Gottfried Galle aufgrund von Berechnungen Urbain Le Verriers. Wie bei Uranus auch folgten dann Auseinandersetzungen über die Benennung des neu gefundenen Planeten. So gab es den französischen Vorschlag, analog zu Herschel für Uranus den Planeten LeVerrier zu nennen. Diese Auseinandersetzungen wurden jedoch schneller als bei Uranus beigelegt und bald einigte sich die internationale Wissenschaft auf den Namen Neptun, in Übereinstimmung mit der Praxis der Benennung neu gefundener Himmelskörper nach Gestalten der griechisch-römischen Mythologie.
Die siderische Umlaufzeit des Neptun beträgt rund 165 Jahre, das heißt, dass der Neptun etwa alle 13 bis 14 Jahre in ein neues Tierkreiszeichen tritt. Er gehört damit zu den Langsamläufern. Seine synodische Umlaufzeit, das heißt die Zeit von einer Opposition zur Sonne bis zur nächsten, ist rund 367,5 Tage. Während dieser Zeit wird er einmal für 5 Monate und 6 Tage rückläufig. Die Rückläufigkeit hängt mit zunehmender Entfernung eines Planeten von der Sonne zunehmend nur noch von der Erdbewegung ab.

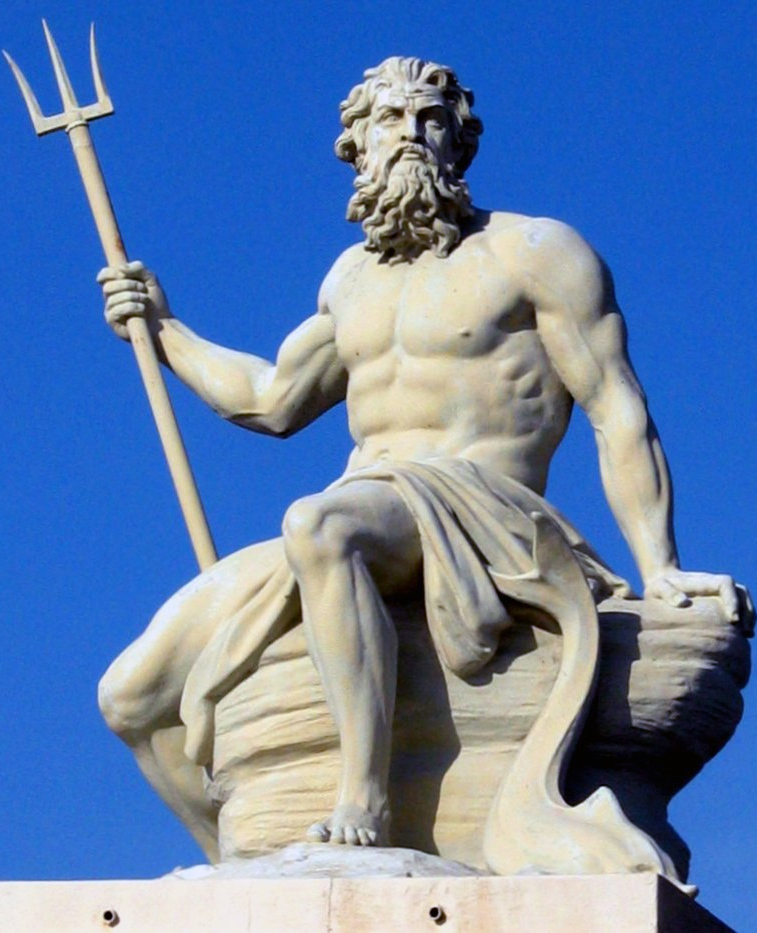
Poseidon mit Dreizack

Neptun entspricht in der Mythologie der griechische Poseidon und der römische Neptunus. Das Attribut des Gottes in der Kunst ist der Dreizack.
Das astrologische Symbol ist ♆ (Unicode U+2646). Es stellt den Dreizack Poseidons/Neptuns dar.

## Zuordnungen

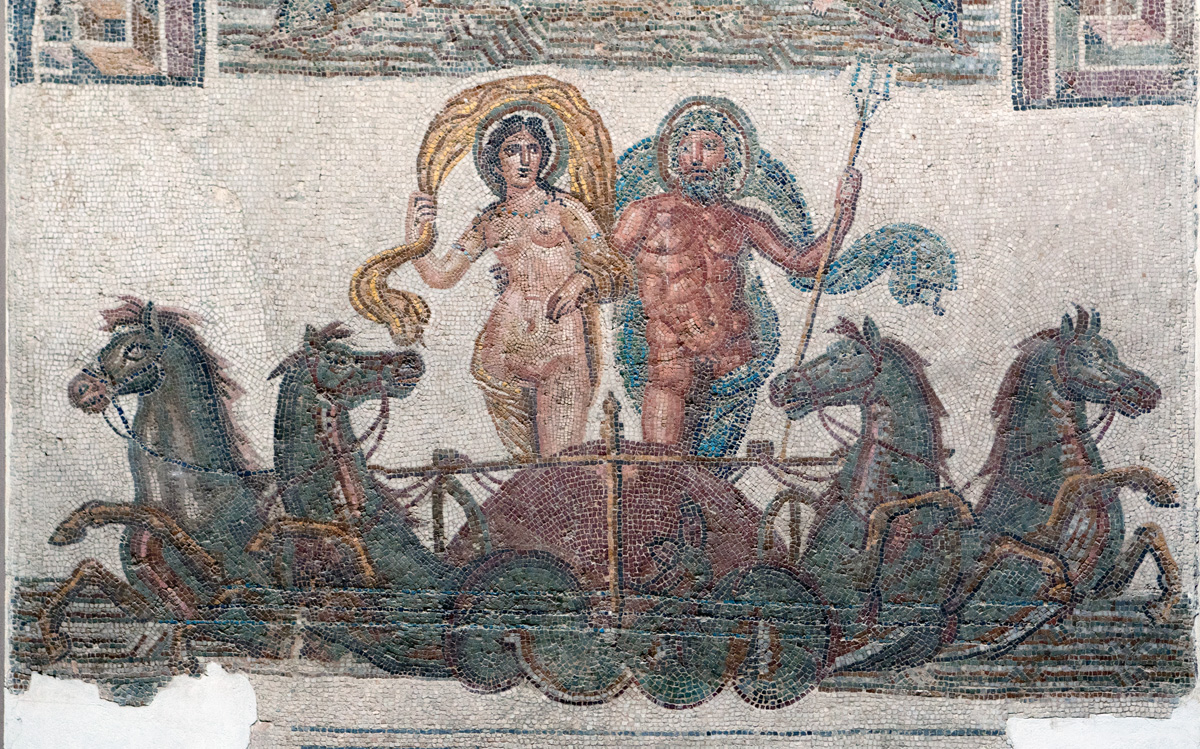
Neptun mit Venus (römisches Mosaik, 3. Jhdt.)

Da der Neptun erst in der Neuzeit entdeckt wurde, ist er nicht in das klassische System der Zuordnungen integriert. Allerdings wurde schon in der Antike von Marcus Manilius der Neptun als Herrscher der Fische benannt. Daher gilt heute der Neptun als Tagherrscher in den Fischen anstelle des traditionellen Jupiter.
Demnach ist er in der gegenüberliegenden Jungfrau im Exil.
Er teilt sich mit Jupiter die anderen Würden und gilt daher als Nebenherrscher im Schützen und neben Jupiter als Häuserherrscher  im 12. Haus. Diese Zuordnungen werden heute allgemein akzeptiert.
Neptun soll nach Emil Lips in 7° Löwe erhöht und dementsprechend in 7° Wassermann im Fall sein. Anderen zufolge soll er im Krebs erhöht und im Steinbock im Fall sein.
Weiterhin wird Neptun gelegentlich als „höhere Oktave“ der Venus bezeichnet, das heißt, dass er in einer Analogiebeziehung steht und gewisse Merkmale der Venus aufwiese, allerdings sein Einfluss auf einer wesentlich längeren Zeitskala wirke.
Eine Einordnung als Wohltäter bzw. Übeltäter gilt heute für die transsaturnischen Planeten als nicht angemessen.

## Deutung
Die folgende Zusammenstellung von Stichworten zu verschiedenen Deutungsaspekten folgt Herbert von Klöckler. Dabei beziehen sich „stark“/„schwach“ und „harmonisch“/„disharmonisch“ auf die Stellung des Neptun in den Zeichen bzw. seinen Aspektierungen.:
| stark und harmonisch                   | stark und disharmonisch                                    | schwach und evtl. disharmonisch        |
| Biologisch: Zersetzung                 | Biologisch: Zersetzung                                     | Biologisch: Zersetzung                 |
| Psychologisch: Inspiration, Einfühlung | Psychologisch: Inspiration, Einfühlung                     | Psychologisch: Inspiration, Einfühlung |
| -------------------------------------- | ---------------------------------------------------------- | -------------------------------------- |
| Einfühlung                             | Gefühlsüberschwang                                         | Nüchternheit                           |
| Phantasie, Inspiration                 | Phantasterei, Verstiegenheit                               | Phantasielosigkeit                     |
| Mystik                                 | Mystizismus                                                | Materialismus                          |
| Mediumismus                            | Verworrenheit, Schwindel, Täuschung, Selbstbetrug, Neurose | innere Abgeschlossenheit               |